# 黒のストライカ
『黒のストライカ』（くろのストライカ）は、十文字青による日本のライトノベル。イラストは硯が担当。MF文庫J（メディアファクトリー）より2010年10月から2012年2月まで刊行された。
メディアミックスとして、『コミックフラッパー』にて、2011年12月号よりちんじゃおろおすによる作画でコミカライズされた。

## 登場人物
高夜椋郎（たかや むくろう）
本作の主人公。夜魔の最後の生き残り。日本古来の種族・大目天の監視の下、ごく普通の高校生としての日々を送っていた。
元臣家の吸血鬼と、吸血鬼狩りの間に割って入り吸血鬼を助けたため、白の血族に見つかってしまう。
眉目秀麗で普段は眼鏡をかけている。幼なじみの遠野しはると義母の高谷千姫には、素直かつ従順な姿勢を見せるが、他の者に対しては極めて無関心。しはるに対しては好意を持っているようで、しはるの名前を電話越しに口にしたクラスメイトを携帯電話の連絡先から削除するなど、彼女に固執している場面も描かれている。
夜魔として、夜の成分（ノクターナ）を使用し戦う。戦闘力は高く、吸血鬼狩り・西神麗や楽団指揮者・ローシュなどを容易く倒した。しかし、夜以外の時間帯では体内にある夜の成分のみしか使用することが出来ない。夜の成分からサーベル「漆黒蠍王」を召喚する。他の夜の眷属の体液を摂取することによって発動する奈落（アビス）により、暗黒獣へ変化する。その時の戦闘力は、通常の何倍にもなり三浦紅を一瞬で退けた。
タヤチナにヤモリに変化させられ助けられたことがあり、それ以降ヤモリが大の苦手。
エミリー
椋郎によって召喚される夜の少女。見た目は10歳前後。真っ白な髪の毛を頭の左右でまとめ、黒いリボンで結んでいる。小さな手に赤い雨傘を持ち、黒いワンピースと黒い長靴を身につけている。サーベル「漆黒蠍王」に変化する。双子ジュリアの妹。笑い方は「くすくすくすくす……」
ジュリア
椋郎によって召喚される夜の少女。召喚される時は、常に夜空から舞い降りてくる。妹とは対照的に、長い黒髪をカールにし双眸は白ウサギの様に赤い。黒いショートドレスと黒いハイヒールを身につけている。笑い方は「キャハハハハハハハ……」
アンドレ
椋郎によって召喚される父なる夜。巨漢で両目に眼帯をつけている。ひげを蓄え、黒いシルクハットで前髪を押さえている。タキシードも蝶ネクタイもマントも真っ黒だが、シャツだけは純白。おぞましい程に大きな手を持つ。笑い方は「HAHAHAHAHAHAHAHA……」

遠野しはる（とおの しはる）
本作のヒロイン。普通の人間。椋郎の幼なじみで、彼に好意を抱いている様子。椋郎曰く、しはるは強情で素直ではなく、嘘がつけない。本当は寂しがりやで泣き虫。面倒見がよく、金狼族のシャーリーに明らかに嫌われているにもかかわらず、最後まで面倒を見た。また、西神麗の事情を聞いた後、号泣し彼女の面倒を見始める。シャーリーには最初、敵視や軽視（人間という種族にたいして）されていたが、徐々に好かれていく。西神からも好かれている様子。ただし、倉島からは嫉妬の視線を浴びている。
倉島翠子（くらしま みどりこ）
夜の眷属の1つ、吸血鬼の少女。美人で巨乳。しかし、明らかにマゾヒストのような描写がなされている変態。血を見ると興奮する。椋郎に吸血鬼狩りから助けてもらい、彼を自身の使えるべき種族である夜魔と知る。それ以降、椋郎に対して、異常なまでの執着心を持つ。しかし、椋郎本人は鬱陶しいと思っており、彼女をメスブタと称した。戦闘能力は低いようで、西神麗に簡単に追いつめられた。
西神麗（にしがみ うらら）
吸血鬼を狩る吸血鬼狩りの少女。いつも、父親の形見であるコートを羽織っており、他に衣服を持っていない。公園で、ホームレスのような生活をしている。椋郎に破れ以降、彼に対して敬意を持っている。戦闘能力は高いようだが、椋郎には手も足も出なかった。ずっと父親と吸血鬼狩りとして修行していたため、外界の知識が無い。そのため羞恥心に欠け、椋郎に下着を見せても何とも思わない。
蝦夷井悠（えぞい ゆう）
大目天の直子。天狗の末裔で、椋郎も認める程の力を持つ。4km先の人間を見る「壱里眼」や、雷の形をした砲撃「雷門砲」などを使う。
女性を嫌っており、倉島翠子を肉のかたまりと嫌悪している。そのためか、制服は男子用のを着用。付きたくない所に肉がつく、という理由で昼食はいつも抜いているらしい。
シャーリー・ランスボーン
金狼族の少女。椋郎に恋心を抱いている。他の種族を蔑視する。しはるに対して、最初は嫌悪を見せていたが徐々に好意を持ってゆく。
三浦紅（みうら べに）
白の血族の少女。椋郎が夜魔であると気付き接近。最後に返り討ちにあうもタヤチナと東方博士・ジークリードの助けにより逃げる。
東方博士・ジークリード
タヤチナを従える謎の人物。
タヤチナ
かつて、椋郎に仕えていた女性。

## 既刊一覧

### 小説
- 十文字青（著）・硯（イラスト） 『黒のストライカ』 メディアファクトリー〈MF文庫J〉、全5巻
  1. 2010年10月25日発売[1]、ISBN 978-4-8401-3556-6
  2. 2011年1月25日発売[2]、ISBN 978-4-8401-3700-3
  3. 2011年1月25日発売[3]、ISBN 978-4-8401-3700-3
  4. 2011年6月24日発売[4]、ISBN 978-4-8401-4269-4
  5. 2012年2月24日発売[5]、ISBN 978-4-8401-4390-5

### 漫画
- 十文字青（原作）・硯（キャラクター原案）・ちんじゃおろおす（作画） 『黒のストライカ』 メディアファクトリー〈MFコミックス フラッパーシリーズ〉、全2巻
  1. 2012年4月23日発売[6]、ISBN 978-4-8401-4456-8
  2. 2012年12月22日発売[7]、ISBN 978-4-8401-4775-0